# Pale
Pale (cyrilicí Пале) je bosenské město ležící 17 km východně od centra Sarajeva na svazích pohoří Jahorina. Je součástí aglomerace Istočno Sarajevo, která zahrnuje Srby obydlená východní předměstí Sarajeva a nachází se v entitě Republika srbská, vytvořené na základě Daytonské dohody v roce 1995. Ve městě samém žije asi osm tisíc obyvatel, opčina, kterou tvoří s okolními horskými vesnicemi, má přes dvacet tisíc lidí.

## Název
Název města pochází od šlechtického rodu Pavlovićů, kterému oblast patřila ve středověku. V srbštině je název města v množném čísle, tj. ta Pale, v 6. pádu na Palích (на Палама).

## Historie
Původní vesnice se vyvinula na místě, kudy vedla dávná obchodní cesta z dnešního Sarajeva do údolí řeky Driny. V blízkosti Pale se nacházejí pozůstatky římských cest, některé další části staveb byly odhaleny v nedalekých vesnicích Miošići a Ilijak.
V letech 1831 až 1832 bylo Pale jedním z center protiosmanského povstání, které vedl Husejn Gradaščević. Po příchodu rakousko-uherské nadvlády došlo k rozvoji města; v roce 1907 byla otevřena první základní škola, do města byla zavedena železnice (úzkorozchodná Bosenská východní dráha). První vlak přijel do Pale v roce 1904; v provozu byla železnice až do 70. let 20. století. V roce 1895 mělo Pale okolo pěti set obyvatel. Podle rakouského sčítání lidu zde žilo 483 lidí, z toho 440 se živilo zemědělstvím nebo lesnictvím a 27 pracovalo ve službách.
Ve dvacátém století se město díky lesnatému okolí stalo centrem dřevozpracujícího průmyslu. První pily se ve městě objevily ještě před začátkem 20. století. Nová byla zbudována hned po druhé světové válce, v souvislosti s industrializací Bosny. Další továrna byla otevřena roku 1952, později byla propojena se sarajevským podnikem FAMOS a zaměstnávala okolo dvou tisíc lidí. Do města přicházeli noví lidé, rozšiřovala se zástavba do okolí a Pale postupně pohltilo blízkou vesnici s názvem Koran. Přes město byl také zbudován dvouproudý silniční průtah. V roce 1984 se na svazích Jahoriny konaly olympijské soutěže. V roce 1985 zde žilo okolo pěti tisíc lidí.
Za války v devadesátých letech sídlil v Pale bosenskosrbský vůdce Radovan Karadžić a jeho jednotky ze strategických pozic okolo města ostřelovaly Sarajevo. V Pale sídlily všechny orgány Republiky srbské, včetně médií (rádia a televize). V roce 1998 bylo hlavní město Republiky srbské přesunuto do Banji Luky. Územními změnami na základě Daytonské dohody se část původní obce (opštiny) Pale ocitla na území Federace Bosny a Hercegoviny, kde vznikla nová obec s názvem Pale-Prača. Vzhledem k přesunům obyvatelstva po skončení války se počet obyvatel Pale v druhé polovině 90. let podstatně navýšil; město tak v roce 2013 bylo domovem 12 569 obyvatel.
Dnes v Pale sídlí Univerzita Východního Sarajeva a bosensko-srbská Národní knihovna, koná se filmový festival Jahorinafest, pro sportovní akce byla v roce 2012 otevřena moderní hala Peki pro 2 360 diváků.

## Administrativní dělení
Pod opštinu Pale spadají následující sídla.
K Pale patří následující obce: Bjelogorci • Bljuštevac • Bogovići • Brdarići • Brdo • Brezovice • Brnjica • Brojnići • Buđ • Čeljadinići • Čemernica • Ćemanovići • Datelji • Donja Ljubogošta • Donja Vinča • Gluhovići • Gornja Ljubogošta • Gornja Vinča • Gornje Pale • Gornji Pribanj • Gorovići • Gradac • Gute • Hotočina • Jahorina • Jasik • Jelovci • Kadino Selo • Kamenica • Kasidoli • Komrani • Kosmaj • Kostreša • Kračule • Luke • Miošići • Modrik • Mokro • Nehorići • Prača • Pavlovac • Petovići • Podgrab • Podloznik • Podmedenik • Podvitez • Ponor • Prutine • Pustopolje • Radonjići • Rakite • Rakovac • Renovica • Rogoušići • Rosulje • Saice • Sinjevo • Sjetlina • Srednje • Stajna • Stambolčić • Strane • Sumbulovac • Šainovići • Šip • Turkovići • Udež • Vinograd • Vlahovići. Prača, kde žijí převážně Muslimové, se od Pale odtrhla a je součástí kantonu Sarajevo v rámci Federace Bosny a Hercegoviny.

## Obyvatelstvo
V roce 1991 žilo na území opštiny Pale celkem 16 310 obyvatel, z nichž bylo:
- 11 269 Srbů
- 4 356 Muslimů
- 394 Jugoslávců
- 126 Chorvatů
- 165 příslušníků ostatních národností

Rodáky z Pale jsou Trifko Grabež, jeden ze strůjců atentátu na Františka Ferdinanda d'Este, a fotbalový reprezentant Ognjen Koroman.

## Hospodářství
Hlavními ekonomickými odvětvími zastoupenými v Pale jsou průmysl, lesnictví, turistika a pohostinství a obchod. Vzhledem k přírodním poměrům a horskému charakteru opštiny Pale je zemědělství zastoupeno jen slabě. Po skončení války v Bosně a Hercegovině získalo značný význam stavebnictví vzhledem k obnově infrastruktury.
Místní průmysl se věnuje především zpracování dřeva a kovů.

## Turistika
Nedaleké pohoří Jahorina je turisticky atraktivní lokalitou. Turistický resort stejného názvu, který se nachází v podhůří Jahoriny, se administrativně nachází na území opštiny Pale. Resort nabízí 20 km tras, sedm lanovek, šest vleků a další. Resort vznikl v souvislosti s pořádáním Zimních olympijských her v Sarajevu v roce 1984.
Mezi další přírodní památky patří např. jeskyně Orlovača, která je přístupná turistům.[zdroj?] V jeskyni byly nalezeny kosterní pozůstatky jeskynního medvěda.

## Školství
V Pale se nachází Středoškolské centrum. Sídlí zde také Univerzita ve Východním Sarajevu.